# St Mary Arches Church, Exeter
St Mary Arches Church, Exeter La Iglesia de St Mary Arches es una pequeña iglesia en Exeter, Devon, Inglaterra, que conserva muchas características normandas. Fue un lugar de culto para el Alcalde de Exeter y los comerciantes locales durante los siglos XIV, XV y XVI. La parte "Arches" del nombre puede provenir de un pasaje medieval arqueado que estaba ubicado junto a la iglesia.

## Historia
La iglesia está principalmente hecha de arenisca roja y está catalogada como Grado I por Historic England. La Iglesia de St Mary Arches es una de las iglesias medievales del centro de Exeter menos confinadas. Fue una iglesia de cierta importancia con una parroquia relativamente grande de tres acres, que era próspera. La arcada normanda muestra que había una iglesia imponente aquí en una fecha temprana. Esta arcada es única entre las iglesias de Devon y quizás da origen a 'Arches' en el nombre del edificio. La historia estructural del edificio es compleja e inusual, y parece haberse expandido hacia el norte y el sur en la Baja Edad Media, pero también fue acortado hacia el este y el oeste. 

### Cambios durante la historia
La calle Poor Mary Arches ha experimentado un deterioro significativo a lo largo del tiempo. A pesar de su pasado próspero durante las eras medieval y Tudor, ha perdido la mayoría de sus edificios históricos y la iglesia ha sufrido alteraciones. Originalmente, fue parte de los cuarteles de los oficiales durante el Imperio Romano en el siglo I d. C., y probablemente fue trazada por primera vez en la década de 880 cuando la ciudad fue refundada por Alfredo el Grande. Hasta mediados del siglo XX, la calle permaneció como un estrecho callejón que conectaba dos calles principales. La transformación de la iglesia de St Mary Arches, de la que la calle toma su nombre, también se menciona. Aunque ahora se utiliza principalmente como una vía de paso o entrada a un estacionamiento, en el pasado, este tipo de calles estrechas contribuyeron al carácter distintivo de Exeter.

### Durante la Segunda Guerra Mundial
La iglesia se salvó del bombardeo del 4 de mayo de 1942. Mientras las hermanas de la comunidad de St Wilfrid celebraban un servicio de comunión al día siguiente, estalló una bomba incendiaria humeante. Las hermanas tuvieron que correr hacia la iglesia para salvar la cruz y el crucifijo procesional. El techo del carro del siglo XV sufrió graves daños y se perdieron muchos muebles originales.
El tejado resultó gravemente dañado por el incendio tras el bombardeo de las tropas de la Alemania Nazi. Los daños causados por la guerra llevaron a algunas reconstrucciones, revestimientos y la inserción de nuevos techos. A finales del siglo XX, los asientos fueron retirados y reemplazados por sillas y el suelo alfombrado. La oficina en el norte es ahora utilizada por un grupo evangélico no denominacional.
El Arquitecto Stephen Dykes-Bower realizó muchos trabajos de reparación terminados en 1950
Una consecuencia del daño causado a los edificios históricos de Exeter fue la exposición de capas ocultas de detalles históricos en la estructura de los edificios. El bombardeo de Exeter había revelado partes de las murallas de la ciudad, un pavimento romano debajo. 

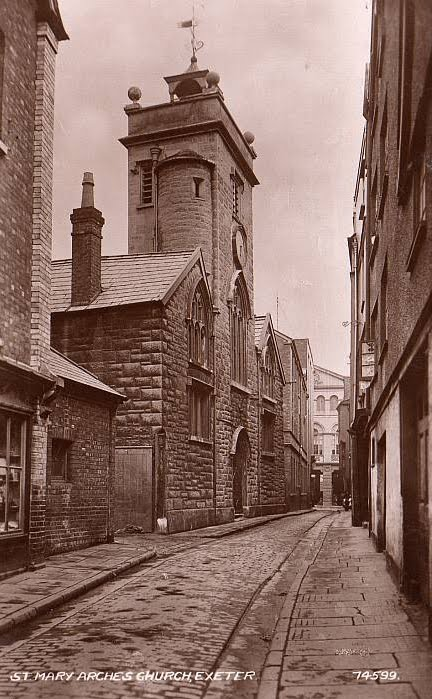
Iglesia de Santa María Arches en Exeter de 1930

## Descripción
La iglesia no cuenta con cementerio. Su nave y pasillos tienen sus propios frontones, y en el extremo oeste se sitúa una pequeña torre entre los extremos occidentales de los pasillos, alineada con ellos. 
- La elevación sur es la más prominente y visible desde la High Street.
- El pasillo tiene revestimiento artificial rosado en sus partes occidentales y arenisca desnuda en las orientales. [1]
- Tiene dos ventanas Perpendicular de tres luces con tracería de paneles típica. Ventanas similares se encuentran en el pasillo norte. La torre es pequeña y tiene una puerta oeste que incluye restos normandos. Encima hay una ventana Perpendicular de tres luces con tracería de paneles.[1]
- El nivel del campanario tiene ventanas de dos luces con montantes, de cabezas cuadradas, con luces sin molduras. En el lado norte hay una torre de escalera de sección segmentada con pequeñas aperturas rectangulares para iluminación. [1]
- La torre tiene un parapeto liso con bolas en las esquinas. [1]
- Los extremos oeste de los pasillos tienen ventanas de tres luces con cabezas cuadradas y, en los frontones, ventanas apuntadas de tres luces con tracería de paneles.[1]
- El extremo este tiene tres ventanas Perpendicular elevadas en cada una de las partes componentes, todas de tres luces, siendo la ventana del presbiterio la más alta. La puerta sur tiene un pequeño dosel a dos aguas que protege un escudo real de la época de 1603-1707.[1]

### Interior
En el interior, las paredes están enlucidas y blanqueadas. La característica dominante es la arcada del siglo XII. Esta consta de cuatro tramos, incluyendo lo que ahora es el área del presbiterio. Los pilares son circulares con sus bases ocultas en el suelo; tienen capiteles con múltiples escotaduras y están unidos por arcos con doble chaflán. En el extremo oeste se encuentran los restos de las jambas del arco de la torre medieval anterior. El edificio está cubierto por techos enlucidos que se instalaron para reemplazar los destruidos en la Segunda Guerra Mundial; hay una ventana de buhardilla a cada lado de la nave.

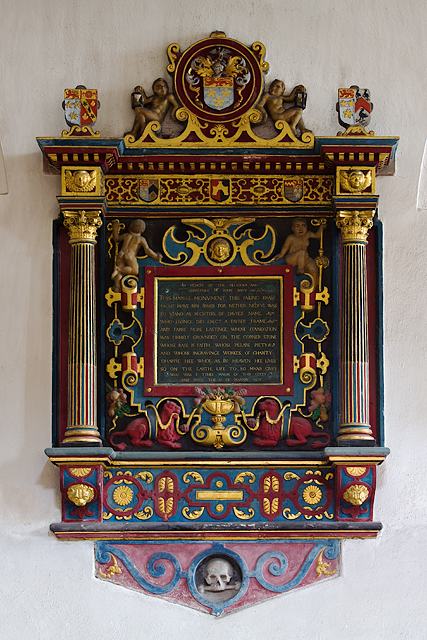
A John Davy

Entre los elementos principales, el retablo data de alrededor de 1700 y fue hecho por John Legg. Fue reparado durante la restauración de Dykes-Bower y tiene pilastras corintias, follaje tallado alrededor de paneles ovalados, rectangulares y arqueados; lamentablemente, los Mandamientos etc. han sido pintados encima. Junto al baptisterio hay un soporte de hierro forjado adornado para la cubierta del baptisterio compuesto por antiguos soportes de maza y espada. Cerca de la puerta sur hay un escudo real georgiano.

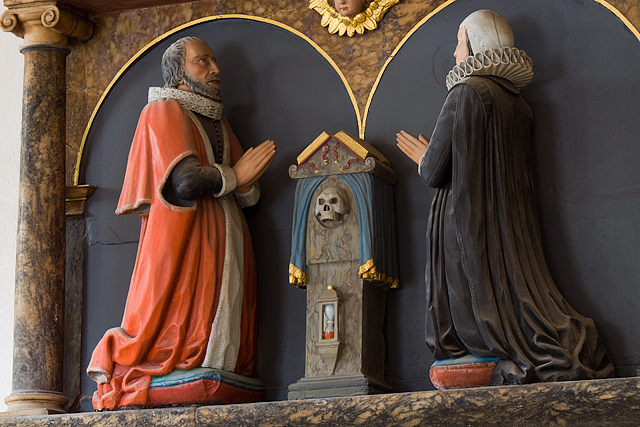
A Thomas Walker y esposa.

## Monumentos
Hay una magnífica colección de monumentos de los siglos XVI y XVII. 
- Thomas Andrew (fallecido en 1518), dos veces alcalde de Exeter, una figura yacente sobre un sepulcro bajo un dosel con cabeza ojival, y con cuatro ángeles sosteniendo escudos en la base. [5]
- En la parte occidental del pasillo sur, Robert Walker (fallecido en 1602, tres veces alcalde) tiene un óvalo vertical entre columnas corintias y un frontón abierto encima.[5]
- John Davy (fallecido en 1611: centro del pasillo sur) tiene decoraciones de strapwork y putti desnudos. [5]
- El monumento a Thomas Walker (fallecido en 1628) y su esposa (fallecida en 1622) muestra figuras arrodilladas a tamaño natural frente a frente.[5]
- En el pasillo norte, Maria (fallecida en 1659) y Christopher Lethbridge (fallecido en 1670) Alcalde de Exeter en 1660, tienen un entorno arquitectónico con marmoleado gris pintado y otros colores originales.[5]
- Hay otros cinco monumentos murales de este tipo de Exeter con una variedad de marcos arquitectónicos sobrios pero inventivos (1666, 1673 y tres de 1682).[5]